# Aninoasa (Argeș megye)
Aninoasa település Argeș megyében, Munténiában, Romániában. 